# 교황 펠릭스 3세
교황 펠릭스 3세(라틴어: Felix PP. III, 이탈리아어: Papa Felice III)는 제48대 교황(재위: 483년 3월 13일 - 492년 3월 1일)이다. 그가 《헤노티콘》을 거부함으로써 아카키우스 분열이 일어나게 되었다. 사후 성인으로 시성되었으며, 축일은 9월 22일이다.
펠릭스 3세는 로마 원로원 의원 가문 출신으로, 교황 그레고리오 1세의 고조부에 해당한다.
전해지는 이야기에 따르면, 펠릭스 3세는 후손 중 하나인 증손녀 트라실리아(교황 그레고리오 1세의 고모)에게 환시를 통해 나타나 얼마 후 죽음을 통해 하늘나라로 들어갈 것이라고 예고했으며, 실제로 크리스마스 이브에 예수 그리스도가 그녀 앞에 나타나 손짓하는 것을 보고 사망했다고 한다.
펠릭스 3세는 공식적으로 자신의 교황 선출을 동로마 제국의 황제(제논)에게 알린 첫 교황이다. 수석부제 젤라시오의 도움을 받아 단성설의 위험에 강력히 대처하였다. 콘스탄티노폴리스 총대주교 아카키우스가 단성설을 추종하는 베드로 몬구스를 지지하면서 정통 신앙인이었던 요한 탈라이아가 알렉산드리아 총대주교직에서 물러나 로마로 피신하였다. 로마에서 펠릭스 3세를 알현한 요한 탈라이아는 알렉산드리아에서 있었던 일들에 대해 상세하게 보고하였다. 펠릭스 3세는 콘스탄티노폴리스에 사절들을 보내어 몬구스를 총대주교직에서 물러나게 하고 알렉산드리아에서 추방시킬 것을 요구하였다. 더불어 아카키우스를 로마로 소환할 것을 지시했지만, 오히려 그는 이를 받아들이기는커녕 교황이 《헤노티콘》을 승인했다고 위증하여 사람들을 속였다.
결국 484년 7월 28일 교황으로서 처음으로 소집한 로마 시노드에서 펠릭스 3세는 안티오키아 총대주교이자 칼케돈 공의회를 거부한 베드로 2세를 총대주교직에서 물러나게 하고 파문한 동시에 몬구스 또한 알렉산드리아 총대주교직에서 해임시키고 파문하였다. 그러자 아카키우스는 성찬예배 중에 교황을 위한 기도를 없애는 방식으로 맞대응하였다. 이리하여 시작된 아카키우스 분열은 그 후 519년까지 무려 35년간이나 지속되어 서방 교회와 동방 교회 사이에 처음으로 심각한 분열이 일어나게 되었다.
489년 아카키우스가 죽자 동로마 제국의 황제 아나스타시우스 1세는 동서 교회 분쟁을 종식시키려 하였으나, 성공을 거두지 못하였다. 펠릭스 3세는 《헤노티콘》을 부가한 황제를 파문하지는 않았으나, 황제에게 보낸 서한에서 그를 통상적인 어투를 벗어난 강한 어투로 비판하였다. 이어서 그는 영적인 일에 있어서는 교회의 우위성을 기탄 없이 강조함으로써 서방 교회와 동방 교회 사이에 장기간 분쟁이 지속되었다.

## 같이 보기
- 아카키우스 분열